# Estação Bauru
A Estação de Bauru (NOB) é o ponto inicial da Estrada de Ferro Noroeste do Brasil (NOB). Aberta em 1906, era composta por um simples prédio de madeira anexo à Estação de Bauru da Estrada de Ferro Sorocabana. Com o crescimento do tráfego, o prédio de madeira foi sendo ampliado provisoriamente até a construção de uma estação definitiva, aberta em 1939. Os últimos trens de passageiros de longo percurso partiram da estação em 2001, após as concessões da malha ferroviária da Rede Ferroviária Federal (RFFSA) e da Ferrovia Paulista S/A (FEPASA). Em 2006, foi transferida para a prefeitura de Bauru, que a administra desde então.

## História

### Primeira estação (1906-1938)

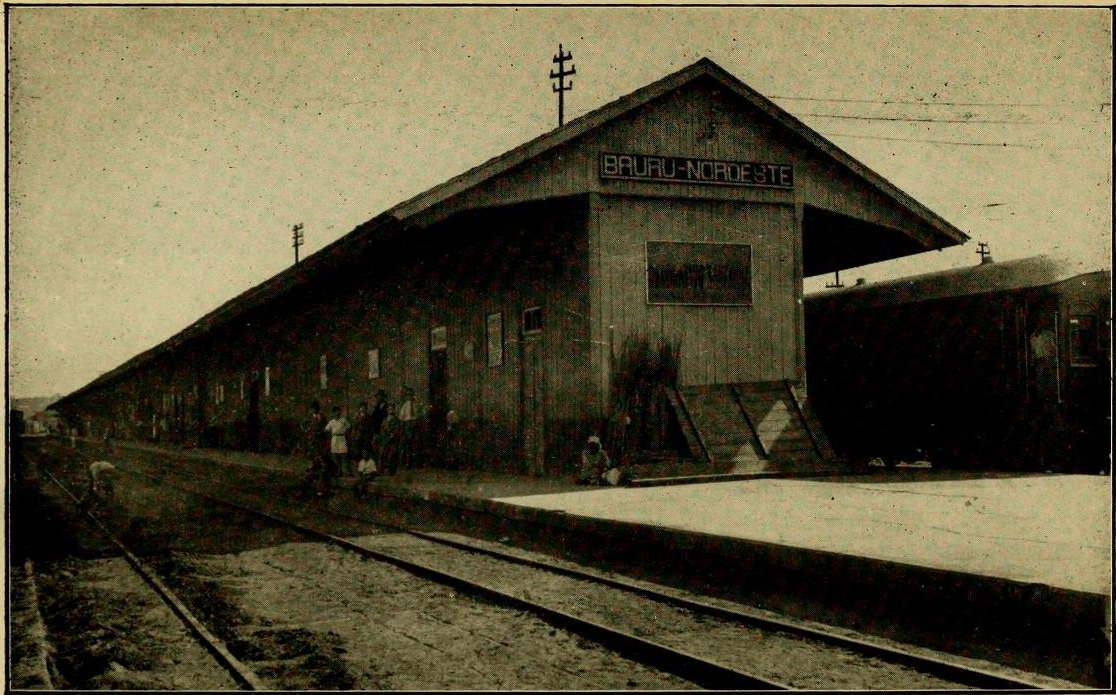
Primeira estação Bauru da Noroeste, sem data.

Em 1904 foi criada a Companhia Estrada de Ferro Noroeste do Brasil. Composta por capitais belgas, franceses e brasileiros, tinha o objetivo de ligar Bauru a cidade de Cuiabá. As obras da ferrovia foram iniciadas em novembro de 1904, partindo da estação Bauru da Estrada de Ferro Sorocabana, concluída em julho de 1905.  
Nos arredores da estação da Sorocabana foi erguida a estação Bauru da Noroeste. Composta por um edifício de madeira foi aberta com a inauguração da ferrovia, em 27 de setembro de 1906. Ainda assim, a operação da Noroeste ainda utilizou por algum tempo a estação da Sorocabana como ponto de embarque. A primeira estação da Noroeste foi ficando menor diante do crescimento de embarque de passageiros. Com a chegada dos trilhos da Companhia Paulista em 1910, Bauru se consolidou como um importante entroncamento ferroviário paulista.
Com o projeto de uma nova estação desenvolvido à partir da década de 1930, a estação de madeira viveu seus anos finais. No final das obras da nova estação, em 1938, foi demolida enquanto os passageiros utilizaram plataformas provisórias até a inauguração da nova estação.

### Segunda estação (1939-)

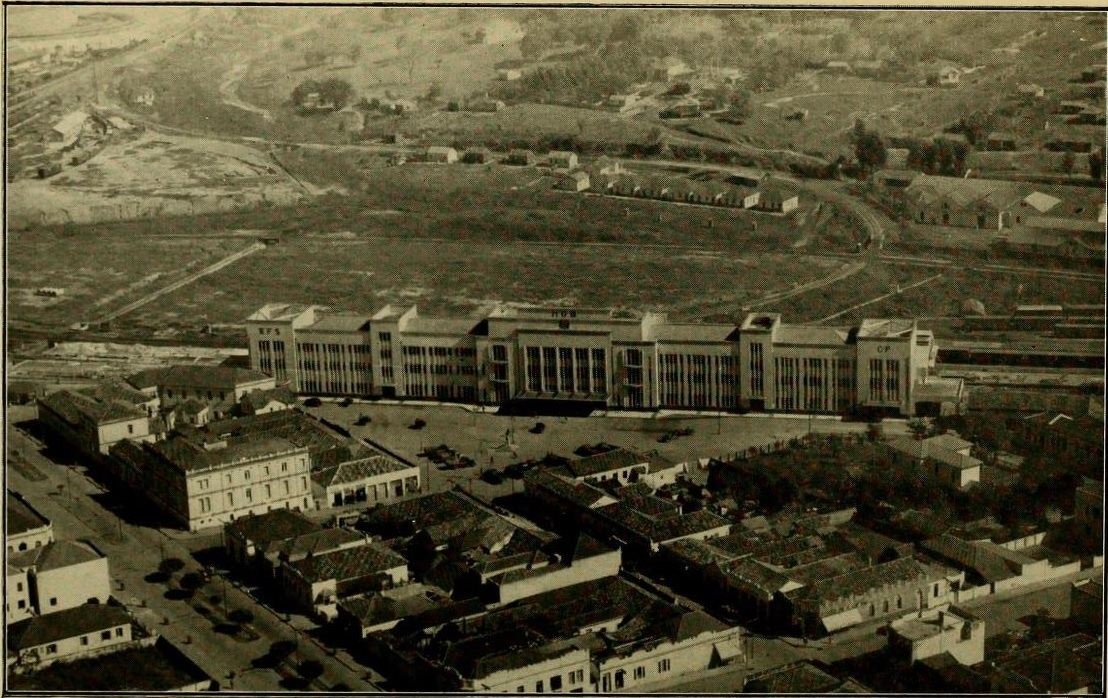
Por volta de 1938

No final da década de 1910 a situação da Estrada de Ferro Noroeste do Brasil era precária. A via férrea se encontrava em más condições, as estações  eram de madeira, provisórias e com estrutura apodrecida, funcionários mal pagos, etc. O novo ministro de Viação e Obras Públicas José Pires do Rio nomeou o  engenheiro Arlindo Luz (1871-1959) para dirigir a Noroeste e recuperar a ferrovia. Com a posse do engenheiro Luz, a sede administrativa da ferrovia foi transferida do Rio de Janeiro para Bauru. A falta de espaços adequados para abrigar os escritórios da empresa fez o engenheiro Luz patrocinar o projeto de uma nova e imensa estação ferroviária, capaz de abrigar as três ferrovias que se cruzavam em Bauru (Noroeste, Sorocabana e Paulista). Concluído em 1921, o projeto acabou engavetado por conta da falta de recursos e o tumultuado momento político da década de 1920, com o governo federal lutando contra as revoltas tenentistas.
O projeto de uma nova estação para a Noroeste foi retomado apenas na década seguinte. Em 1933 o governo de São Paulo propôs o arrendamento da Noroeste e a construção de uma nova estação pela Sorocabana para abrigar as três ferrovias.  
A proposta acabou arquivada, mas o projeto da nova estação da Noroeste continuou em pauta até ser aprovado pelo Ministério de Viação e Obras Públicas em julho de 1934.  O ministério desejou tocar as obras com auxílio financeiro das outras duas ferrovias beneficiadas pelo projeto (Sorocabana e Paulista). Para construir a estação e realizar demais obras de modernização na Noroeste, o governo do estado de São Paulo e a Companhia Paulista de Estradas de Ferro constituíram em 18 de agosto de 1934 a Sociedade Melhoramentos da E.F. Noroeste do Brasil Limitada. A Estrada de Ferro Noroeste do Brasil ficou responsável pela fiscalização dos serviços.
As obras foram iniciadas pela Sociedade Melhoramentos em 5 de dezembro de 1935, sendo que em junho de 1936 toda a estrutura da estação encontrava-se praticamente concluída. 
Apesar da obra da estação ter sido rápida, a remodelação e ampliação do pátio ferroviário seguiram de forma lenta. Em 1939 ainda haviam terrenos sendo desapropriados para a construção do pátio.
A nova estação foi inaugurada em 1 de setembro de 1939. No entanto, a Sociedade Melhoramentos concluiu as obras complementares apenas em 1942. As obras custaram 5.870:509$870 réis. No térreo do edifício funcionavam os serviços de bilheteria, despacho de bagagens e salas técnicas da Noroeste, Paulista e Sorocabana e nos 1º e 2º andares se encontravam os escritórios de administração da Noroeste. Em 1959 a estação recebia 28 trens diários, sendo 16 da Cia. Paulista, 8 da Noroeste (recém incorporada à Rede Ferroviária Federal) e 4 da Sorocabana. Somente em 1971 que a Sorocabana e Paulista (posteriormente Fepasa) anunciaram um acordo de unificação de serviços de bilheteria, despacho de bagagens e salas técnicas. Dessa forma, funcionários da Noroeste ficaram encarregados desses serviços, inclusive para os trens da Cia. Paulista e da Sorocabana, liberando os funcionários destas para outras estações.
Em 1976 os últimos serviços de trens de passageiros da extinta Sorocabana (incorporada pela Fepasa) foram extintos. No início da década de 1990 o trem Bauru-Corumbá possuía apenas 2 partidas semanais. Com a queda de passageiros, a Rede Ferroviária Federal desativou o trem em janeiro de 1993, de forma que apenas os trens de passageiros da Fepasa prestavam serviços na estação de Bauru.
Os últimos trens de passageiros foram desativados pela concessionária Ferroban (sucessora da Fepasa) em 14 de março de 2001.